# Fahrbare Bandsäge

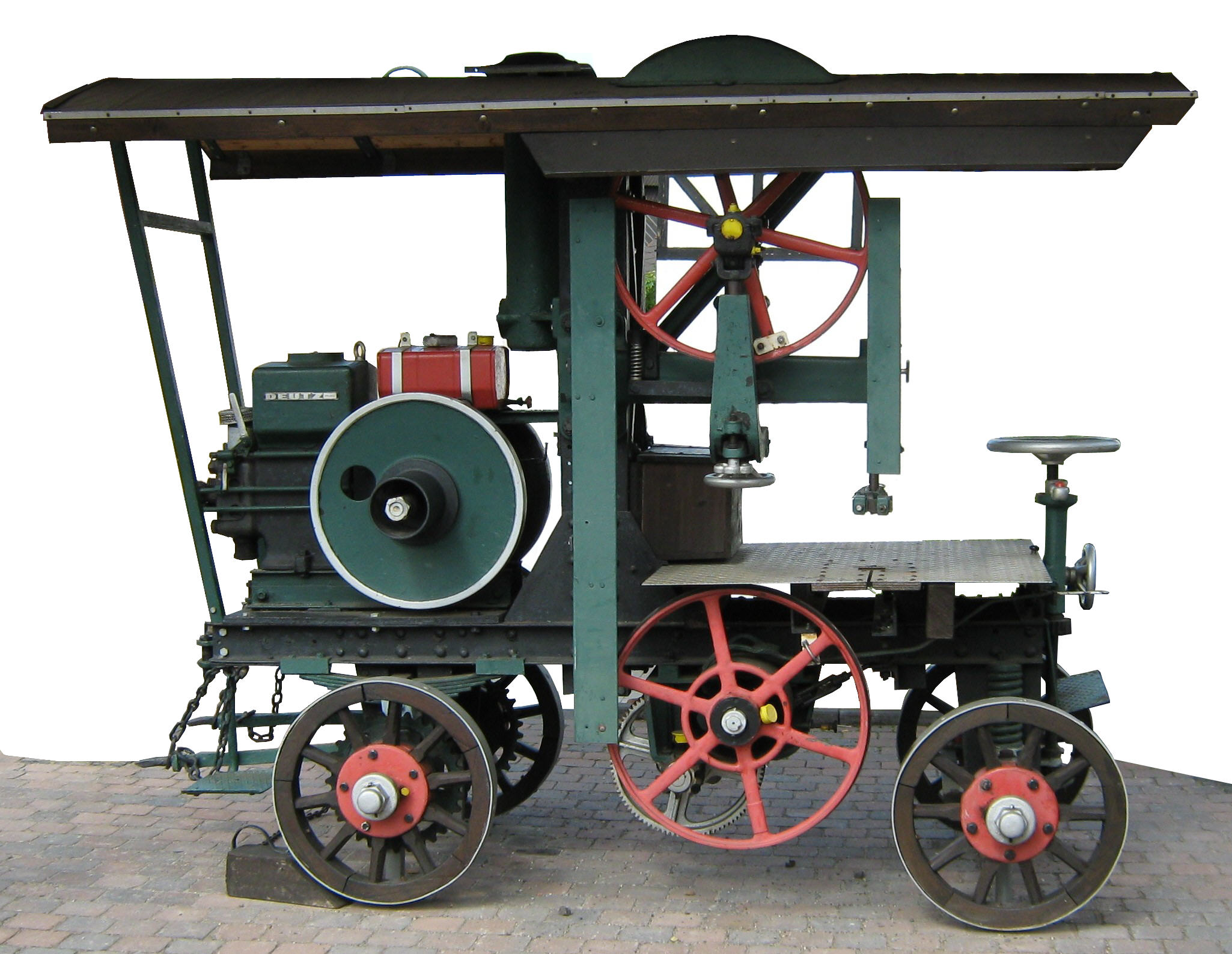
Selbstfahrende Bandsäge, Baujahr 1911, von Deutz-Motor

Eine fahrbare Bandsäge, oft fälschlich als selbstfahrende Bandsäge bezeichnet, ist ein Fahrzeug, das zum Sägen von Brennholz verwendet wird.

## Beschreibung
Die Maschine besteht aus zwei Hauptteilen, einer Bandsäge, die an einem Kraftfahrzeug montiert ist.
Durch die Montage der Säge auf dem Fahrzeug kann die Maschine zum Sägeplatz auf dem Grundstück des Kunden transportiert werden, sodass der Kunde kein Holz zum Sägewerk fahren muss.
Die erste fahrbare Bandsäge wurde 1900 entwickelt und die deutsche Firma Kaelble aus Backnang gilt als erster Hersteller dieser Maschine in Europa. Die Maschine des Unternehmens aus dem Jahr 1924 konnte in 10 Arbeitsstunden 40 Kubikmeter Holz verarbeiten.
In Westeuropa wurden diese Fahrzeuge bis in die 1960er Jahre von Holzhändlern eingesetzt. In Osteuropa und auf dem Balkan sind fahrbare Bandsägen noch oft im Herbst und Frühwinter zu sehen, wenn die Nachfrage nach Brennholz am größten ist. Einige Handwerker, die Brennholz sägen, verwenden manchmal selbstgebaute fahrbare Bandsägen.